# Cynoglossus bilineatus
Cynoglossus bilineatus és un peix teleosti de la família dels cinoglòssids i de l'ordre dels pleuronectiformes que viu al Golf Pèrsic, a la costa oest de l'Índia i Sri Lanka, Indonèsia, les Filipines, Japó i a l'est i al nord d'Austràlia.